# La verità nascosta (film 2011)
La verità nascosta (La cara oculta) è un film del 2011 diretto da Andrés Baiz.

## Trama
Il maestro Adrián Salamanca, giovane direttore dell'Orchestra Filarmonica di Bogotà, viene lasciato da Belén, la sua ragazza, con un videomessaggio sulla fotocamera. Andato in un bar per affogare il dispiacere nell'alcool, conosce la cameriera Fabiana Caicedo, che lo accompagna a casa, in quanto è troppo ubriaco per guidare. Nei giorni successivi, Adrián instaura una nuova relazione con Fabiana e, quando si fidanzano, lei si trasferisce a vivere da lui. I due, un giorno, ricevono una visita della polizia, che sta seguendo il caso della sparizione di Belén, che nessuno ha mai più visto; l'ispettore di polizia, Ramirez, è un ex fidanzato di Fabiana e la mette in allerta, essendo Adrián un sospettato.
Da quel giorno, Fabiana percepisce segnali di una strana presenza in casa: sull'acqua della vasca da bagno si formano onde, dallo scarico del lavandino provengono strani rumori, l'acqua della doccia diventa improvvisamente bollente e il loro cane, Hans, si comporta in modo strano. Per tale motivo, nella sua mente si forma l'idea che in casa ci sia un fantasma. Un giorno, Adrián viene chiamato all'obitorio per identificare il cadavere di una ragazza rimasta carbonizzata in un incendio e corrispondente alle caratteristiche fisiche di Belén, nella quale tuttavia non riconosce la fidanzata scomparsa. Una volta tornato a casa, trova la libreria in disordine e Fabiana davanti al lavandino, apparentemente intenta a parlare da sola; quando le chiede spiegazioni, lei tergiversa e lo bacia. L'inquadratura si sposta, mostrando che, al di là dello specchio del bagno, i due sono osservati da un'inquietante figura.
A questo punto viene raccontata in analessi la storia di Belén e Adrián: essi si trasferiscono in Colombia dalla Spagna quando lui viene chiamato a dirigere l'orchestra cittadina. Si amano molto, ma a un certo punto Belén scopre il fidanzato in atteggiamenti equivoci con la violinista, Veronica, e trova anche dei messaggi di quest'ultima sul suo cellulare, quindi gli fa ammettere di aver flirtato con lei. Belén si confida a proposito con la proprietaria della casa, Emma, originaria della Germania, che le suggerisce di mettere alla prova l'amore di Adrián e le rivela la presenza nella casa di un bunker segreto, con l'ingresso dietro lo specchio della camera da letto e la serratura nella libreria, costruito da suo marito per nascondersi nel caso in cui qualcuno fosse venuto a cercarlo, essendo egli un ex ufficiale nazista. Totalmente isolato, insonorizzato e dotato di alcune comodità, il bunker ha le finestre in corrispondenza degli specchi della casa ed è dotato di un altoparlante, quindi dal suo interno si può osservare ed ascoltare tutto ciò che accade in casa senza essere né visti né sentiti a propria volta.
Belén lascia quindi il videomessaggio ad Adrián e finge di andarsene, nascondendosi nel bunker; quando il ragazzo si mostra seriamente addolorato, lei lo perdona e tenta di uscire, ma si accorge di aver lasciato, nella fretta, la chiave del bunker al di fuori di esso. Non avendo modo di far notare la sua presenza, rimane intrappolata all'interno del bunker, da dove si ritrova ad assistere impotente all'arrivo di Fabiana e ai rapporti sessuali tra lei e Adrián; tuttavia scopre un'attrazione di Fabiana verso tutto ciò che appare come sovrannaturale, che la porta a notare cose che Adrián non nota oppure liquida come di poca importanza. Fabiana, inoltre, un giorno, trova per caso la chiave del bunker, caduta in una presa d'aria, e, non capendo di cosa si tratti, la utilizza come collana.
Ritornati nel presente, il giorno che Adrián va all'obitorio, Belén riesce a dialogare con Fabiana, colpendo le tubature e provocando le onde sull'acqua per rispondere alle domande che lei le pone attraverso il lavandino; dopo aver capito che Belén è viva ed intrappolata nel bunker, Fabiana ne trova l'accesso (motivo per cui sposta i libri) e in un primo momento intende aprire con la chiave, ma poi decide di lasciarla prigioniera per non perdere Adrián.
Qualche giorno dopo, Ramirez porta delle fotografie a Fabiana che testimoniano che Adrián ha continuato a frequentarsi con Veronica anche dopo essersi fidanzato con lei, la quale si sente in colpa per Belén e si preoccupa, in quanto, alcuni giorni prima, aveva cercato nuovamente di mettersi in contatto con lei ma non aveva più ottenuto risposta. Apre quindi il bunker e vi trova Belén, apparentemente morta; non appena le si avvicina, Belén si risveglia, la tramortisce, la chiude dentro il bunker e scappa. Una volta fuori, la donna si allontana dalla casa, lasciando ad Adrián la chiave, una loro fotografia attaccata allo specchio e Fabiana chiusa nel bunker, nella stessa situazione in cui si era trovata lei.

## Distribuzione

### Data di uscita
Le date di uscita internazionali sono:
- 16 settembre 2011 in Spagna
- 10 febbraio 2012 in Italia
- 4 luglio 2012 in Francia
- 6 settembre 2012 in Germania

## Remake
Il film ha avuto un remake bollywoodiano uscito in India nel 2013. Poiché si tratta del terzo film nella serie Murder, il suo titolo è Murder 3, e vede come protagonisti Randeep Hooda, Sara Loren e Aditi Rao Hydari.